# Сугатов, Фёдор Изотович
Фёдор Изотович Сугатов (19 февраля 1910 — 09 июля 2003) — более 50 лет работал кузнецом вагонного депо Первая Речка Дальневосточной железной дороги, Приморский край. Герой Социалистического Труда (1959).

## Биография
Родился в Сибири в деревне Усть-Колбе.
В 1931 году переехал во Владивосток. Работал на предприятиях железнодорожного транспорта молотобойцем.
В 1936 году направлен на стройку вагонно-пассажирского депо Первая Речка, где и остался, и  работал кузнецом по 1986 года.
Участник стахановского движения, передовик производства, рационализатор.
В годы Великой Отечественной войны был оставлен по броне для работы в депо, тогда кузнецов в депо осталось 6 из 20. Внедрил рацпредложение, дававшее депо ежегодную экономию более 100 тыс. рублей. Однажды установил свой личный рекорд – 1150% от нормы.
Награжден медалями «За трудовое отличие» (1942) и «За добросовестный труд в Великой Отечественной войне 1941—1945 гг.» (1946).
В 60-е годы руководил цеховой школой передового опыта, подготовившей более 50 кузнецов.
В 1959 году за выдающиеся трудовые достижения присвоено звание Героя Социалистического Труда.
В 1960 г. вышел на пенсию (персональный пенсионер союзного значения), награждён знаком «Почётный железнодорожник» (1961), но вскоре вернулся в депо и работал там до 1986 года.
Делегат XXII съезда КПСС.
Почетный гражданин города Владивостока (1980).
Умер в 2003 году. Похоронен на Лесном кладбище Владивостока.

## Память
В 2015 году на здании вагонно-пассажирского депо Владивосток установлена мемориальная доска.